# Merkén

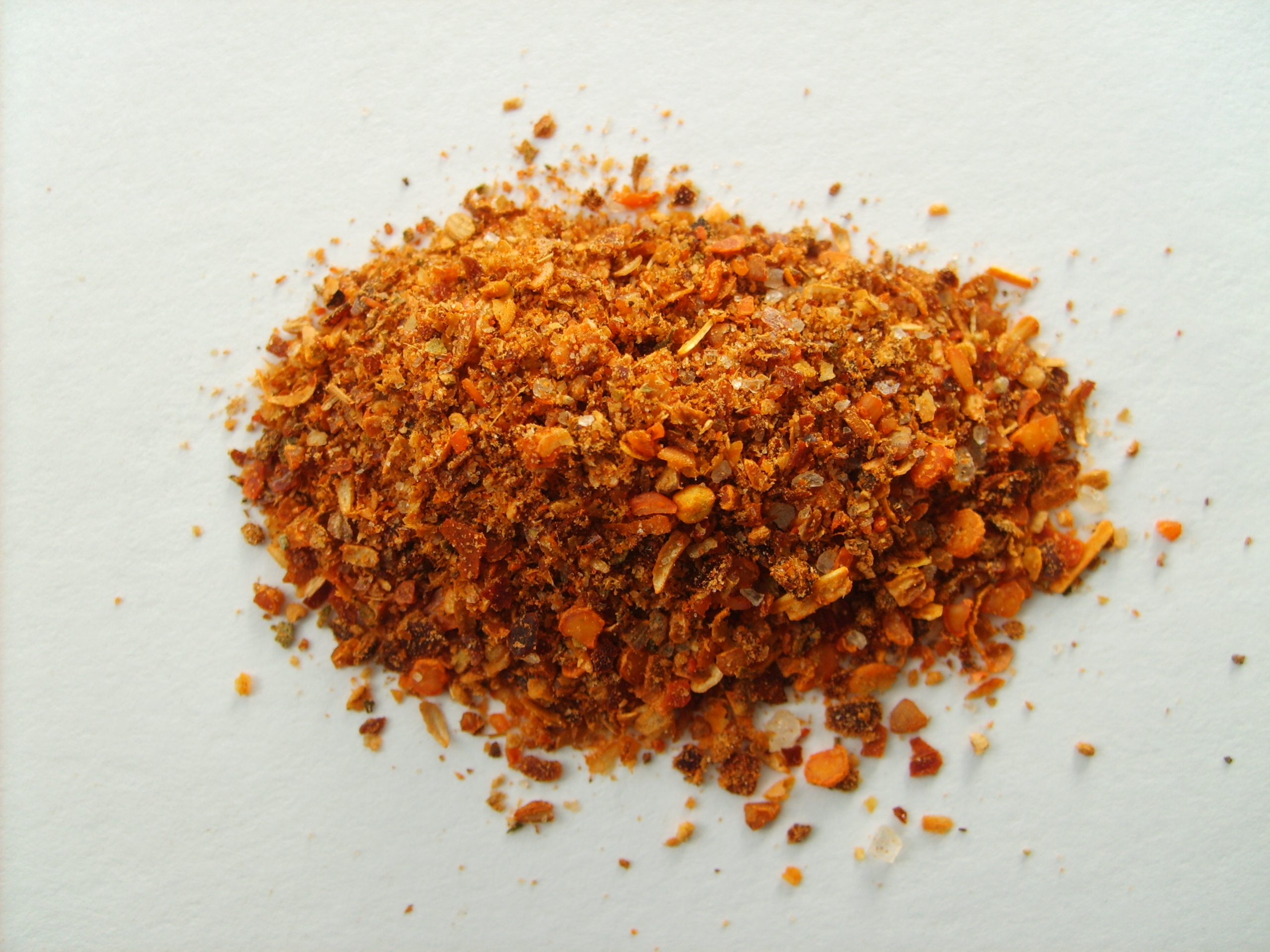
Merkén.

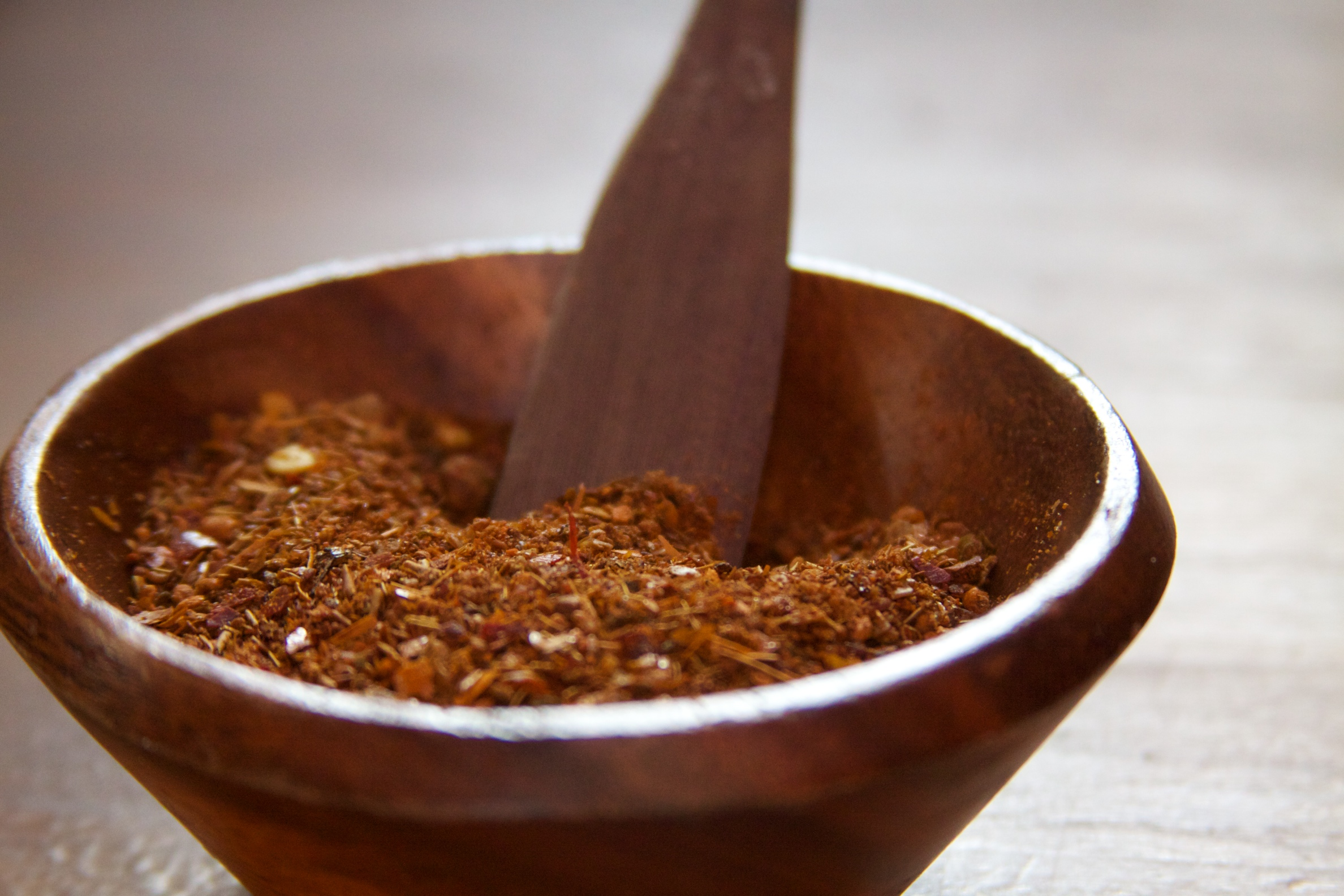
Merkén.

El merkén o merquén (del mapudungun: merkeñ) es un aliño preparado con ají cacho de cabra seco ahumado y otros ingredientes. Es un condimento picante con algo de sabor ahumado y tiene aspecto de polvo rojo con pequeñas escamas de diferentes tonalidades. Es tradicional en la cocina mapuche y se ha expandido a la gastronomía chilena donde se ha convertido en un aliño muy común a lo largo del país.

## Preparación
Su preparación está hecha a partir de ají cacho de cabra seco y ahumado, que se muele (tradicionalmente en piedra de moler) junto a semillas de cilantro tostadas y sal. 
El proceso tradicional de su preparación es lento, puesto que implica cosechar los ajíes verdes y luego dejarlos madurar hasta tomar una tonalidad rojiza intensa, más tarde se secan naturalmente al sol y luego son ahumadas sobre fuego de madera. Luego, éstos se guardan colgados a la espera de su molienda. El ají se muele completo incluyendo sus semillas en morteros de piedra, aunque actualmente esta molienda se realiza en molinos de martillo eléctricos. Una vez reducido el ají a polvo o escamas, se mezclan con sal más semillas de cilantro tostadas y trituradas.
En los puestos de venta, el merkén hecho sólo con ají y sal se conoce como "merkén natural", siendo "merkén especial" el que contiene semillas de cilantro. La composición aproximada es un 70% de ají cacho cabra, 20% de sal y 10% semillas de cilantro.

## Uso y procedencia
Tiene su origen en la gastronomía tradicional del pueblo mapuche, principalmente, de quienes habitan en la región histórica de la Araucanía (actual región de la Araucanía y la provincia de Arauco). Su nombre procede de la expresión en mapudungun medkeñ chadi ("sal molida"), pues en un principio era un aliño hecho a partir de sal triturada mezclada con ají.
Se emplea por extensión en la cocina chilena como reemplazo del ají fresco. Desde principios del siglo XXI ha llamado la atención de cocineros profesionales y se ha comenzado a internacionalizar dentro del mercado gourmet profesional, convirtiéndose en una especia de moda de la alta cocina chilena, como parte de la categoría de cocina fusión, usado para aliñar toda clase de platos tradicionales y exóticos. A nivel de difusión internacional, fue uno de los productos más solicitados del Pabellón de Chile en la Expo Milán 2015.
En la coctelería, existe una variación chilena de la michelada que se prepara con merkén en lugar de otras salsas o picantes.